# Patrick Peyton

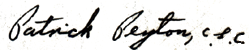
Signature de Patrick Peyton

Patrick Peyton, né le 9 janvier 1909 en Irlande et mort le 3 juin 1992, est un prêtre catholique, membre de la congrégation de Sainte-Croix, fondateur de la Croisade de la famille du rosaire et  vénérable. Il est également connu sous le nom de prêtre du Rosaire.
Patrick Peyton est le fondateur du mouvement Family Rosary Crusade lancé après la Seconde Guerre mondiale. Durant la guerre froide, entre 1958 et 1965, cette campagne était financée et utilisée par la CIA afin de lutter contre l'influence gauchiste en Amérique latine.
Le père Peyton organisait de très grands meetings dans des villes clés à travers le monde et utilisait une  forte communication de masse notamment à l'aide de célébrités d'Hollywood du moment. Peyton était aussi une figure populaire et charismatique en Amérique latine et aux Philippines où il promouvait le rosaire et était également connu pour son fort accent irlandais.
Patrick Peyton inventa le fameux slogan : 

« La famille qui prie ensemble reste ensemble. Un monde de prière est un monde en paix. »

## Jeunesse
Le père Peyton est né sous le nom de Patrick Joseph Gillard-Peyton dans le comté de Mayo, en Irlande. Il est le fils de John Peyton et Mary Gillard de Rathreedane.
Il était le sixième enfant d'une famille de quatre filles et cinq garçons. Il vivait dans une petite ferme sur des terres rocailleuses de 5,66 hectares au pied des Ox Mountains. La famille Peyton était une famille d'agriculteurs catholique irlandaise profondément pieuse. Plus tard, des membres de la famille émigrèrent aux États-Unis.
Patrick Peyton était un des enfants ayant le privilège d'aller à l'école. Il fut envoyé à Bonniconlon chez des membres apparentés à la famille de sa mère pour étudier dans une école dirigée par Tadhg O'Learly à Bofield.
Jeune garçon, il était rebelle et à certains moments défiait l'autorité, ce qui en conséquence l'entraînait à décrocher à l'école. En dépit de sa jeunesse rebelle, il demeurait proche de sa famille, respectueux de ses parents, et très pieux. À l'adolescence, il envisagea de devenir prêtre. Des recruteurs religieux, comme les pères capucins et rédemptoristes, visitèrent Carracastle à la recherche de jeunes gens voulant suivre le clergé.
Son envie de poursuivre une vocation fut mise de côté pendant quelques années. Au lieu de cela, il aidait sa famille à gagner leur vie et à entretenir la ferme, lorsque son père tomba malade. Pour les aider, certaines de ses sœurs aînées qui étaient déjà en Amérique leur envoyaient de l'argent. En 1927, ses sœurs en Amérique informèrent Patrick et son frère aîné Thomas, qu'ils pouvaient naviguer aux États-Unis pour les rejoindre à Scranton, en Pennsylvanie. Le 13 mai 1928 les frères Peyton appareillèrent. 
Les frères arrivèrent à Ellis Island, à New York, après un voyage de dix jours. Voyageant dans l'entrepont, le jeune Peyton, qui n'avait jamais quitté son pays, fut effrayé par le prestige des riches Irlandais qui étaient dans les cabines de luxe donnant sur le pont. Les deux jeunes gens prirent le train de New York en Pennsylvanie et vécurent chez leur sœur déjà mariée, Nellie, qui travaillait en tant que femme de ménage pour le procureur de l'époque. Nellie avait déjà parlé à Mgr Paul Kelley de la cathédrale Saint-Stanislas et de l'inclination de son frère à poursuivre la vocation sacerdotale. Mgr Kelley demanda à Nellie d'amener son frère cadet Patrick à la cathédrale dès son arrivée. En juin 1928 avec aucune chance de trouver un travail, Patrick rencontra enfin Mgr Kelley qui lui offrit un travail de sacristain. À cette époque,  Peyton déclarait qu'un sacristain n'était qu'un autre nom pour désigner un concierge.

## Rencontre avec la Sainte Croix
Peyton accepta l'emploi avec hésitation, mais sa présence quotidienne à la cathédrale raviva son envie de poursuivre une vocation dans le clergé. Mgr Kelley insistait pour que Patrick complète son éducation avant d'être admis au noviciat. Lui et son frère aîné Thomas poursuivirent leur vocation religieuse tout en travaillant à la cathédrale. Pendant l'été 1929, le père Pat Dolan de la Congrégation de la Sainte-Croix vint à la cathédrale de Scranton à la recherche de nouveaux séminaristes. En 1932, Patrick et son frère intégrèrent officiellement le séminaire principal de la Congrégation de la Sainte-Croix, à Notre Dame dans l'Indiana.
Après avoir terminé ses études secondaires dans une école de la Sainte-Croix, Patrick fut admis au séminaire Moreau de l'Université de Notre Dame en 1932. Patrick poursuivit ses études et obtint une licence de lettres. Il se démena dans plusieurs matières, mais grâce à une grande mémoire il remplit les conditions d'admissibilités. Patrick Peyton était excellent en philosophie. Le père Cornelius Haggerty, professeur d'éthique, fournissait des conseils au jeune séminariste. Devenu séminariste, Patrick Peyton voulut devenir prêtre de la Sainte-Croix pour l'attention de la congrégation portée à la Sainte Famille et l'accent mis sur l'obéissance et la conscience. Patrick¡Peyton appréciait également la disponibilité de la congrégation concernant toutes les instructions provenant de l'Église catholique, ainsi que l'atmosphère familiale au sein de la congrégation.

## La dévotion pour Marie

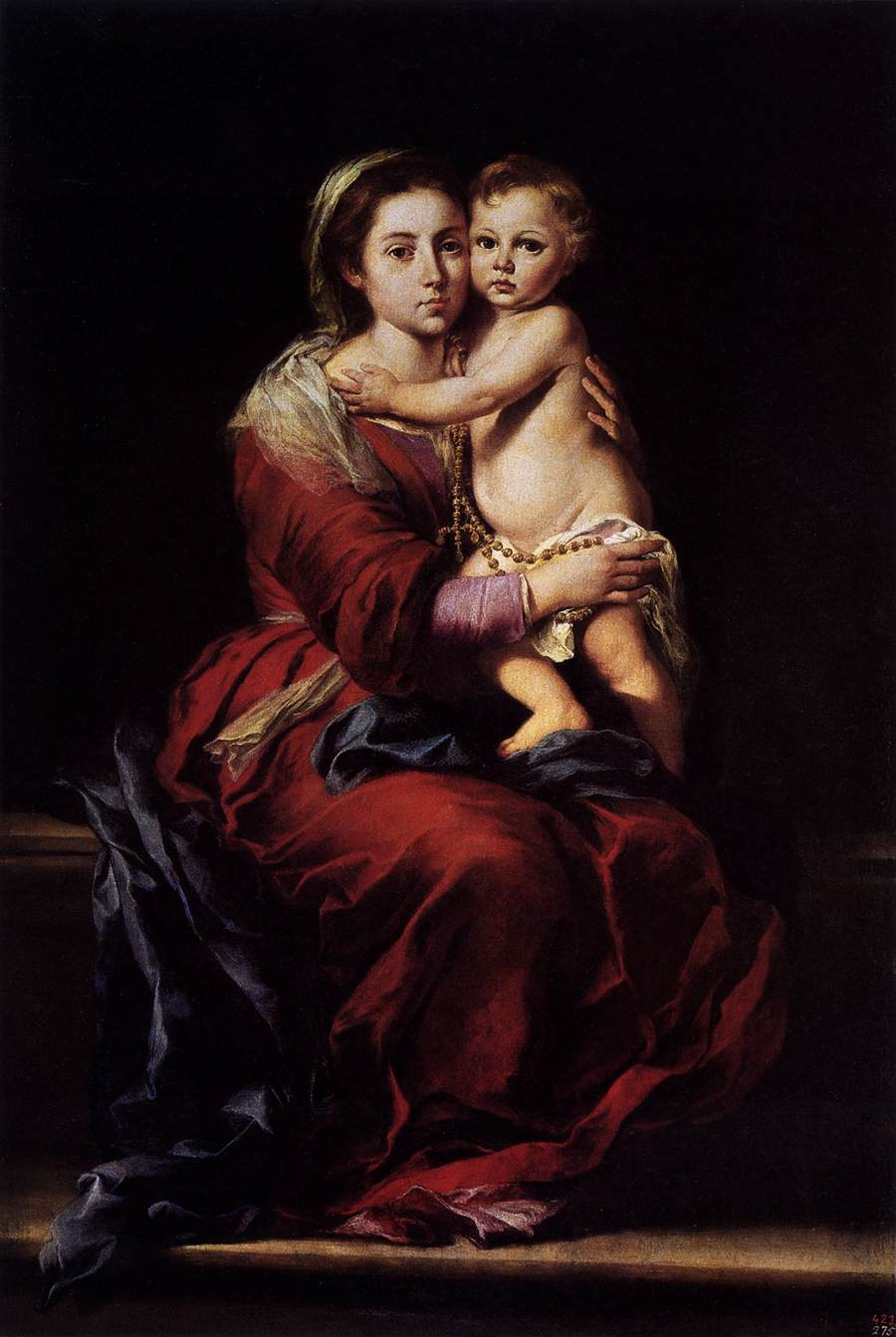
Le P. Peyton présentait de nombreuses émissions télévisées à l'étranger pour promouvoir le rosaire, où une image du tableau de Murillo, Notre-Dame du Rosaire, était toujours montrée en arrière-plan. Huile sur toile. Musée du Prado, Espagne.

En octobre 1938, la santé de Patrick,Peyton se dégrada lorsqu'il commença à cracher du sang. Pendant des mois, il ignora ses hémorragies jusqu'à ce qu'il n'arriva plus à se concentrer sur son travail. Pendant la nuit du 6 février 1939, il fut emmené à l'Hôpital de la Providence. Les médecins découvrirent une étape avancée de tuberculose sur le haut du lobe du poumon droit. Au début, Patrick Peyton fut déprimé et craignit que ce ne fût la fin de sa jeune vie. Sa sœur Nellie se déplaça de Scranton jusqu'à Notre Dame et lui apporta les neuvaines de la Mère Bénie. Nellie lui rappelait l'amour interminable de la Mère Bénie et comment sa famille vivaient une vie de prières, spécialement le rosaire. Le père Cornelius Haggerty fut aussi influent dans cette étape de la vie de Patrick Peyton, l'encourageant à tout laisser aux mains de Dieu et à chercher la main de la Sainte Vierge Marie. Les médecins découvrirent alors que ses taches dans les poumons avaient disparu. 
Il fit immédiatement ses valises et partit pour le Holy Cross College (en) à Notre Dame (Indiana) pour compléter sa théologie et prononcer ses derniers vœux. En mai 1941, une dispense spéciale du Vatican autorisa Patrick Peyton à être ordonné prêtre, mais il dut compléter ses études après avoir été sujet à une maladie grave. Le 15 juin, Patrick et son frère Thomas furent finalement ordonnés à la basilique du Sacré-Cœur de l'Université Notre Dame, en tant que membres de la Congrégation de Sainte-Croix.

## Une vie de croisades
La guerre en Europe faisant rage, et l'entrée en guerre des États-Unis se préparant, le Révérend Père Patrick Peyton, CSC fut chargé de légers devoirs après avoir complété sa théologie. Sa première mission fut de devenir l'aumônier des Frères de la Sainte-Croix de la Vincentian Institute d'Albany, à New York.
D'Albany, la mission du père Peyton commença par des lettres d'appel aux évêques, à la communauté catholique et même au non-chrétiens, soutenant l'importance à prier le rosaire en famille en pleine guerre. Le père Peyton gagna des points pour sa mission qui consistait à rapprocher les familles, spécialement après la guerre.
En utilisant la radio, les films, la publicité et plus tard la télévision, et grâce à l'aide de célébrités, d'artistes et de publicitaires, le Père Peyton fut un des pionniers de l'utilisation des mass media pour l’évangélisation.
Il sera également un des premiers à diriger des assemblées publiques pour amener les familles à prier le rosaire dans l'union. Ces séries d'assemblées de rosaire auxquelles des millions de personnes assistaient devinrent l’événement le plus important dans le souvenir que les Américains avaient et ont encore du Père Peyton. Selon l'historien Hugh Wilford, « Peyton lui-même était profondément conscient de la dimension politique de sa mission, proclamant avec fierté dans une radiodiffusion de 1946, "Le rosaire est l'arme offensive qui détruira le communisme, le grand mal qui cherche à détruire la foi ».
Ces rassemblements de rosaire et ces « croisades » furent reproduits dans différents diocèses avec des participants de plus en plus nombreux, conduisant le Père Peyton à travers le monde. De Bruxelles, en Belgique, à Madrid, en Espagne, traversant l'Asie, de Manille, aux Philippines, au sud de l'Équateur, de la Nouvelle-Zélande à la Papouasie-Nouvelle-Guinée, et dans de nombreuses villes d'Amérique du Sud, comme Lima ou Rio de Janeiro au Brésil.
Avec l'aide d'un publicitaire non-catholique, le père Peyton rendit populaire le slogan La famille qui prie ensemble reste ensemble.

## Héritage
Avec une guerre froide menaçant de nouveau un monde en paix, le père Peyton contribua beaucoup à la promotion de la prière, gagnant le cœur de nombreux dirigeants et de non-chrétiens et rendant visible les messages de la Sainte Vierge Marie. Il bénéficia de la reconnaissance du Vatican, du pape Pie XII au pape Jean-Paul II. Ses efforts au cours de la tumultueuse période de l'histoire de l'humanité du XXe siècle lui rapporta le titre de « Prêtre du Rosaire ».
La polémique harcela cependant le père Peyton à travers son ministère, étant donné que certains l'accusaient d'être un agent des services de renseignements américains lors de ses missions en Amérique latine. Aujourd'hui, il est reconnu que le père Peyton autorisait ses Croisades de Rosaire en Amérique latine pour être financé, et dans une certaine mesure elles étaient dirigées par l'Agence centrale du renseignement qui souhaitait combattre les mouvements politiques gauchistes en Amérique latine. Cette connexion arriva à travers celles du père Peyton jusqu'à J.Peter Grace, l'arrière-petit-fils du fondateur de W.R Grace and Company, société multinationale ayant des intérêts dans le transport, le sucre et les exploitations minières d'Amérique du Sud. Le Père Peyton l'avait rencontré en 1946 lors d'un voyage transatlantique. Grace, qui était également impliqué dans d'autres opérations frontales de la CIA, écrivit à John Moore, le président du Conseil en Stratégie, et les deux hommes prirent contact avec Allen Dulles. Dulles rencontra Grace plus tard à la Maison-Blanche, dans le bureau du vice-président Richard Nixon qui exprima de l'enthousiasme. La CIA décida pendant plusieurs années où les rassemblements devaient avoir lieu, et des fonds de la CIA furent dépensés au Chili, au Brésil au Venezuela et en Colombie, jusqu'à ce que le supérieur provincial de Peyton découvrit les fonds secrets de Theodore Hesburgh, président du conseil d’administration de l'université de Notre Dame, en octobre 1964. Le Vatican prit plus d'un an pour obliger le Père Peyton à abandonner son financement par la CIA.
D'autres accusaient le père Peyton d'avoir un style de vie ostentatoire aux côtés d'artistes hollywoodiens qui l'aidaient à promouvoir sa mission, mais le père Peyton maintenait qu'il n'avait jamais sollicité de fonds pour son ministère, et que les plus aisés avaient été plus que généreux en faisant volontairement don d'une partie de leur fortune au nom de la Sainte Mère. 
Le Père Patrick Peyton est mort paisiblement un rosaire à la main, dans une très petite pièce, le 3 juin 1992 à Los Angeles en Californie. Ses restes furent emmenés au cimetière de la Sainte-Croix, sur les terrains du Stonehill College, à Easton dans le Massachusetts. 
Avant sa mort, le père Peyton avait continué à travailler sur ce qui allait être le dernier grand rassemblement du rosaire. Le 8 décembre 1992 au Rizal Park de Manille dans les Philippines, le cardinal-archevêque Jaime Sin célébra le jubilé d'or de la Family Rosary Crusade. À ce moment-là, le cardinal-archevêque de Los Angeles, Mgr Roger Mahony, fut envoyé en tant que légat du pape pour le compte de Jean-Paul II. Les catholiques philippins se souviennent du père Patrick Peyton dans son émission télévisée du dimanche dans laquelle il promouvait le rosaire et la dévotion mariale, ainsi que son fameux slogan. Peyton encourageait aussi de nombreuses entreprises à faire et à vendre de grandes quantités de chapelets pour la grande distribution, qu'il donnait gratuitement aux Philippins appauvris vivant dans des taudis.

## Procès en béatification
Le cardinal Sean Patrick O'Malley fit une déclaration formelle pour la reconnaissance de la sainteté du père Peyton, le 1er juin 2001, quelques jours après avoir reçu l'approbation de la Congrégation pour les causes des saints du Vatican. La déclaration engagea le processus pour déterminer la sainteté du Père Peyton, qui lui rapporta par la même occasion le titre vénéré de "Serviteur de Dieu". L'héroïcité de ses vertus est reconnue en 2017 par le pape François, ce qui lui donne le titre de vénérable.